# Alto Verá
Alto Verá è un centro abitato del Paraguay, nel dipartimento di Itapúa. La località forma uno dei 30 distretti in cui è suddiviso il dipartimento.

## Popolazione
Al censimento del 2002 Alto Verá contava una popolazione urbana di 529 abitanti (13.799  nel distretto), secondo i dati della Dirección General de Estadística, Encuestas y Censos.

## Storia
La località sorge in una zona di recente colonizzazione; in precedenza era coperta dalla foresta ed abitata dai soli indigeni Ka'yguã. Il 20 dicembre 1984 fu creato il distretto di Doña Heriberta Stroessner de Iglesias che, alla caduta della dittatura di Alfredo Stroessner, cambiò nel 1989 il proprio nome in quello di Alto Verá.

## Economia
In quello che è considerato uno dei più poveri distretti del paese la popolazione si dedica quasi esclusivamente all'agricoltura e all'allevamento. Nel distretto sono ancora presenti anche 7 insediamenti indigeni.